# Noordenbergkwartier
Het Noordenbergkwartier is een wijk in Deventer. Het is een van de oudste wijken van de stad, met een grotendeels middeleeuws stratenpatroon met kronkelende straten, stegen en gangen. Na de Tweede Wereldoorlog dreigde de hele wijk te worden gesloopt ten behoeve van cityvorming, maar dankzij bewonersverzet kwam er stadsvernieuwing op gang. Anno 2022 wonen er 805 mensen.
De wijk ligt op een oud rivierduin dat al sinds de negende eeuw wordt bewoond. De Noordenbergtoren uit circa 1487 beschermde het gebied, en met name het sluisje dat het peil van de stadsgracht regelde. In de wijk ligt het voormalig Buiskensklooster dat gedeeltelijk uit 1400 dateert. Hier leefden in de 15e eeuw de Zusters van het Gemene Leven, een vrouwengemeenschap van de Moderne Devotie-beweging die was gesticht door Deventenaar Geert Grote. Het complex werd in 1972 gerestaureerd.

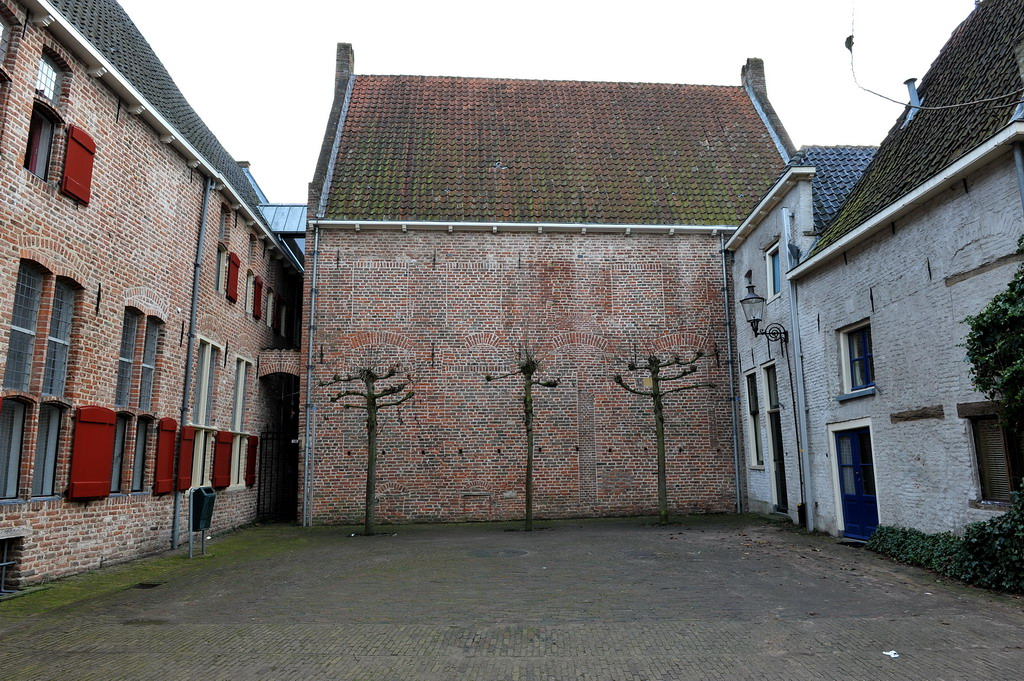
Panden van het voormalig Buiskensklooster

## Eliminering als woonwijk
Dit was voor de oorlog een volkswijk voor scharrelaars, handwerkslieden en kooplieden, en het was ook de jodenbuurt van Deventer. In 1942 telde Deventer bijna 500 Joden van wie de meesten in het Noordenbergkwartier woonden. Een groot aantal van hen werd gedeporteerd en keerde niet terug. In het wederopbouwplan van Deventer na de Tweede Wereldoorlog werd het Noordenbergkwartier aangewezen als gemengde wijk met kleine verzorgende bedrijfjes. Waar sanering noodzakelijk was zou die plaatsvinden overeenkomstig een reeds bestaand gemeentelijk plan. Deventer zou langzaam groeien, tot in 1980 een inwoneraantal van 55 à 60 duizend zou zijn bereikt. Maar in 1949 bleek dat het wederopbouwplan te duur zou worden. Er kwam een vereenvoudigd plan, en het Noordenbergkwartier werd hier buiten gelaten. In de jaren vijftig wilde de gemeente Deventer het hele verpauperde gebied vol krotwoningen, vaak zonder elektriciteit en waterleiding, slopen en er kantoren neerzetten en parkeerterreinen aanleggen. Als in de wijk een woning onbewoonbaar werd verklaard kocht de gemeente die op. Deventer moest mee in de vaart der volken en zou een stad van 250 duizend inwoners worden, met een dubbelstad op de linker IJsseloever en brede wegen door de oude binnenstad. Begin jaren zestig pleitte de PvdA-fractie onomwonden voor "de snelle eliminering van het Noordenbergkwartier als woonwijk".

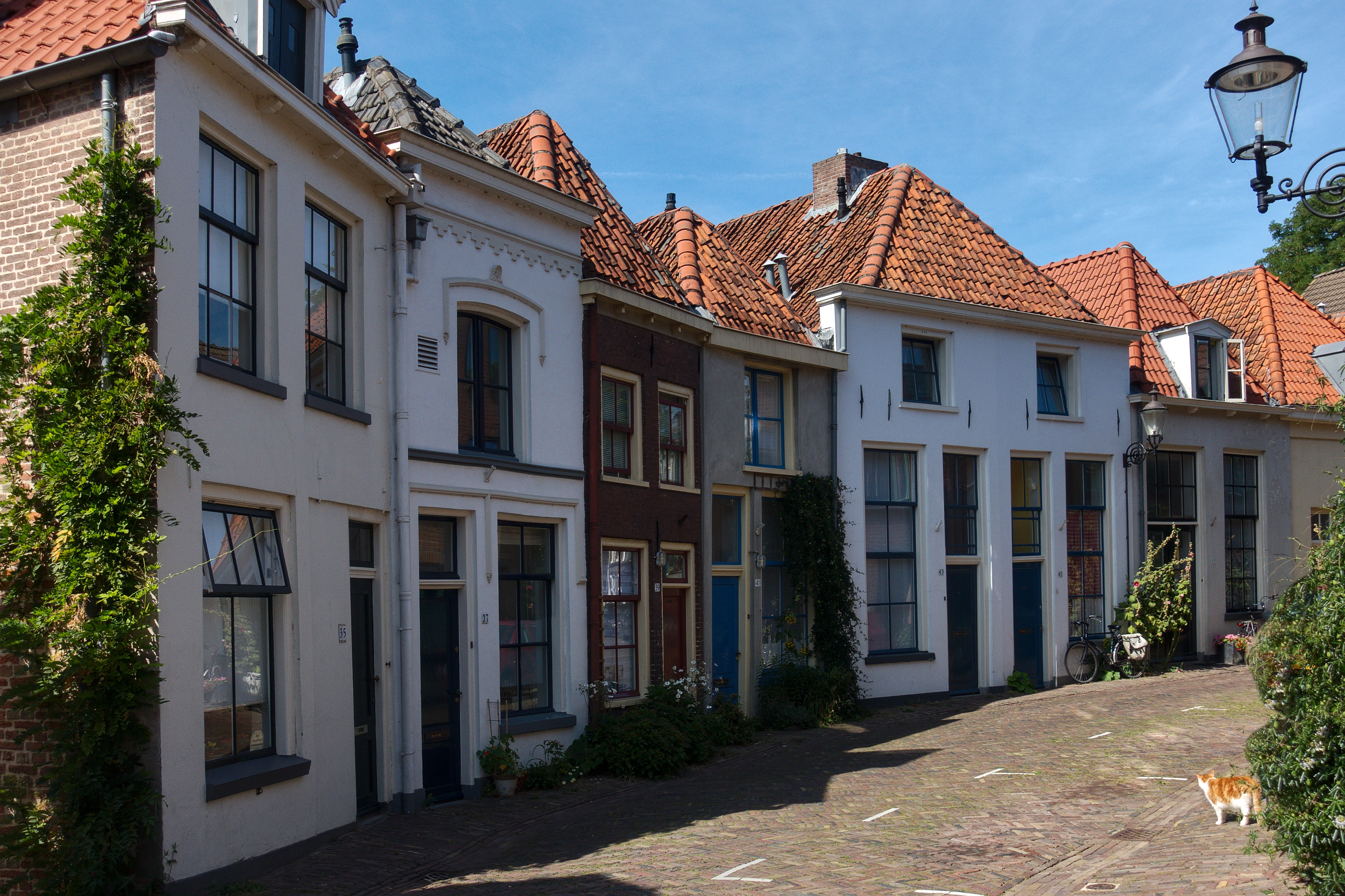
Molenstraat in Noordenbergkwartier

## Proeftuin voor de rehabilitatie
In het naastliggende Bergkwartier was in de jaren zestig een restauratieprogramma begonnen, dat eind jaren zestig werd afgerond. Deventer werd in het Monumentenjaar 1975 om de aanpak van het Bergkwartier uitgeroepen als 'lichtend voorbeeld van integraal stadsherstel'. Dat jaar kwamen bewoners van het Noordenbergkwartier tegen de afbraak van hun wijk in verzet. Aanleiding vormde de bouw van een groot politiebureau midden in de wijk dat het stratenpatroon zou doorbreken. De bewoners hanteerden bij hun verzet het devies Fortis Age (Handel Dapper) en probeerden hun medebewoners en oud-inwoners van de wijk te mobiliseren door middel van zelfgemaakte videoprogramma's waarin de renovatieplannen van de gemeente werden doorgelicht. De wijk werd door de minister van CRM aangewezen als "proeftuin voor de rehabilitatie". De verkrotte delen van de wijk waren in 1976 nog decor voor de film A Bridge Too Far, maar daarna werd het Noordenbergkwartier opgeknapt. Er ontstond een buurtorganisatie van 350 gezinnen, en de bewoners mochten ten slotte zelf de plannen van de gemeente herzien. Twee architecten die in het Noordenbergkwartier woonden - Willem Smid en Jim Peters - beoordeelden de plannen van de gemeente en droegen alternatieven aan. Het oude stratenpatroon bleef grotendeels gehandhaafd, er werden sociale woningen gebouwd waarin voormalige wijkbewoners konden terugkeren, en oude panden werden gerestaureerd.

## De buurtaanpak
Helaas dreigde de nieuwbouw onbetaalbaar te worden, waarop de Stichting Noordenbergkwartier in 1979 aandrong op huurafspraken. Nieuw beleid van minister Beelaerts van Blokland van Volkshuisvesting, uiteengezet in de brochure De buurtaanpak. Verbetering van oude buurten door en voor bewoners betekende een doorbraak voor de wijk. In december van dat jaar werd bekend dat het Noordenbergkwartier een van de drie Nederlandse wijken was die van de Rijksoverheid geld kregen voor de buurtaanpak. Voor de wijk werd vier miljoen gulden uitgetrokken. Toen de raamovereenkomst werd getekend was het Noordenbergkwartier als enige wijk overgebleven en was het budget verhoogd naar acht miljoen. De buurt werd nauw bij de stadsvernieuwing betrokken, met een buurtbureau voor deskundige ondersteuning. Vier jaar later bleken de hooggespannen verwachtingen niet te zijn ingelost. In 1981 waren de grieven van buurt - het traineren door de gemeente van de wederopbouw, en verzet van woningbouworganisaties tegen democratisering van hun bestuursstructuur - al in een zwartboek vastgelegd.
In 1986 was de stadsvernieuwing voltooid. Van de oude bewoners kon zo'n 40% terugkeren in de wijk; een voor Nederland ongekend hoog percentage voor een stadsvernieuwingsproject. In 2015 verscheen het boek Handel Dapper, over het tien jaar durende buurtverzet. Het politiebureau dat aanleiding vormde tot het buurtverzet is inmiddels afgebroken en vervangen door woningen en appartementen.

## Plaquettes
In de wijk bevindt zich het Monument de Korenbloem, ter herinnering aan de Joodse burgers van Deventer die tijdens de Tweede Wereldoorlog zijn gedeporteerd.
Een plaquette herinnert aan de buurtarchitect Willem Smid.